# Duroia hirsutissima
Duroia hirsutissima är en måreväxtart som beskrevs av Julian Alfred Steyermark. Duroia hirsutissima ingår i släktet Duroia och familjen måreväxter. Inga underarter finns listade i Catalogue of Life.